# Mejni prehod za mednarodni promet Karavanke
Mednarodni mejni prehod Karavanke je bil do 20.12.2007 večji mejni prehod med Republiko Slovenijo in Republiko Avstrijo, in je na avtocesti A2 na smeri Ljubljana-Jesenice-Beljak.
Mejni prehod sestavljata dve ločeni območji: eno na slovenski strani in eno na avstrijski strani, med njima pa je slabih 8 km dolg avtocestni predor. Vsako območje je sestavljeno iz več delov in sicer: slovenske mejne kontrole, avstrijske mejne kontrole in pred vstopom v predor še cestninske postaje. Območji sta simetrični.
Leta 1991, med slovensko osamosvojitveno vojno, je bil mejni prehod prizorišče večjega spopada.
V skladu z vstopom Slovenije v schengensko območje, je bila mejna kontrola 21. decembra 2017 ukinjena.

## Opis
Gradnja platoja za mejno kontrolo in objektov na njem je potekala v letih 1986 do 1.6.1991, ko je bil mejni prehod predan prometu. Tehnični podatki:
- Površina slovenskih obmejnih objektov: 1332 m².
- Površina avstrijskih obmejnih objektov: 4418 m².
- Površina nadstrešnic: 11.825 m².
- Površina ostalih objektov: 3390 m².

Za upravljanje in vzdrževanje predora ter mejnega prehoda je bila zgrajena tudi vzdrževalna baza Hrušica.